# Kilesha
Kilesha è una circoscrizione rurale (rural ward) della Tanzania situata nel distretto di Kalambo, regione di Rukwa. Conta una popolazione di 7 895 abitanti (censimento 2012).